# 結露
結露（けつろ）とは、固体状態における物質の表面、または内部で、空気中の水蒸気が凝縮する現象のことである。
例：温度20℃・湿度50%の室内における露点温度は、9.6℃であり、壁や窓などの表面が、9.6℃以下の場所で結露が発生する。

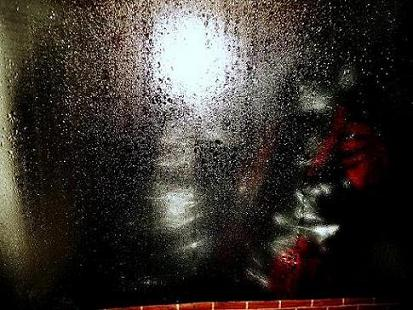
結露している窓

## 結露の種類―発生箇所による分類―

### 表面結露

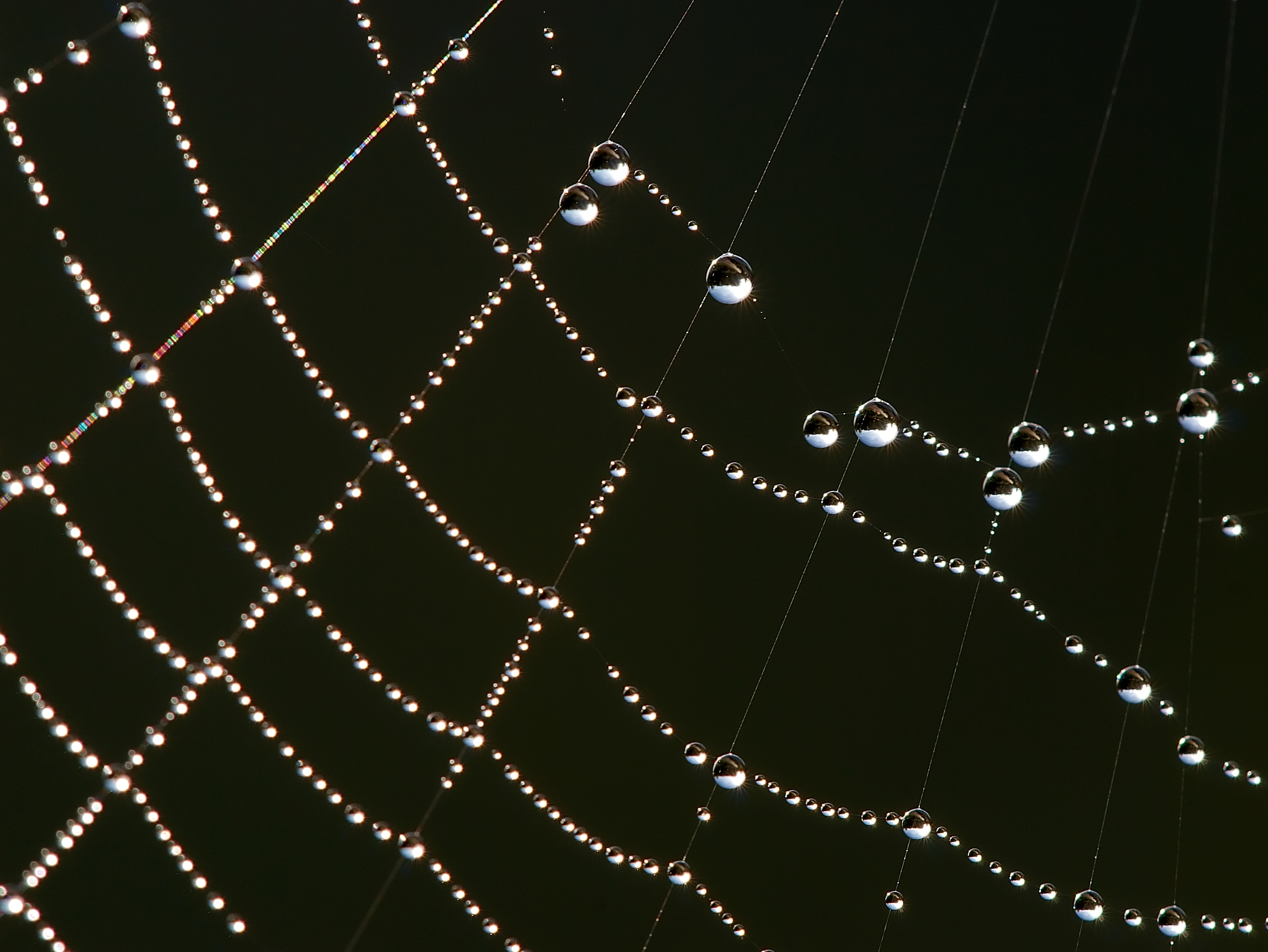
朝露が付いた蜘蛛の巣

一般に結露といえば、表面結露を指す。最も多い事例は、冬季、窓ガラスやアルミサッシで発生する結露である。発生原因は、居住者の生活様式に起因することが多い。開口部に断熱性能の高い、複層ガラスや断熱サッシなどを用いると開口部付近での表面結露は起こりにくくなる。

### 内部結露
建物の室内側に防湿層がなく、室内で発生した水蒸気が壁体内に侵入する場合に発生する。これにより、木材や断熱材等の腐敗や劣化が進み、建物の寿命が短くなる。主に冬に起こるが、エアコンの普及により夏季にも起こりうるようになった。
建物ではないが布団が湿るのも同じ原理である。体表部の温度は36℃程度で水蒸気を発散している。布団の厚みの中で、外に向かって徐々に温度が下がっていく（これを温度勾配という）。室温が低いと布団の中で結露が起きるので布団は湿り、頻繁に干さなければならない。これを防ぐには室温が下がらないように保温し、布団の中で結露が生じないようにすることである。

## 結露の種類―発生原因による分類―

### 冬型結露
室内の水蒸気の量が多い場合に発生し、外気によって冷やされるガラス、サッシ、壁の中の温度が露点以下になる部分で生じる。自動車では、冷え切った車体表面に結露が発生する。また、トンネルや屋内に入った際、窓の外側やリアビューミラーの表面が曇り、視界が妨げられることがある。

### 夏型結露(逆転結露)
夏季の地下室や常時開放された倉庫などの床、エアコンがよく効いた部屋の冷たいものに高温多湿な外の空気が流れ込んで接触することで発生する。また冬型結露の逆で、エアコンでよく冷やされた建物では、外部の湿った空気が壁の内部に侵入し温度勾配の露点温度以下の部分で発生する。壁の外部にも防湿膜を設置することにより避けることができる。
建物や自動車の窓では、室内を冷房した際に屋外側に結露が発生する。

## 結露の防止対策

### 表面結露の場合
基本的な結露防止手段として、室内の水蒸気量を減らすか、表面温度を上げる方法がある。

#### 換気
室内の空気と外気を換気によって入れ替えることで結露を防ぐ方法。ただし、導入する外気の状態によっては結露を助長し悪化させる場合もある。
冬季の場合は、絶対的に外気の絶対湿度（重量）が少ないため、換気を行うことで、室内の水蒸気量を減らすことがもっとも有効である。逆に夏季に生じる夏型結露では、湿度の高い外気が問題となるため、換気は結露を促進してしまう。

#### 除湿
室内空気中の水蒸気を直接的に除去する方法で、室内を密閉状態にしたほうが除湿の効果は高まる。
室内の水蒸気量を減らすために、除湿機や除湿剤を用いる手法があるが、除湿剤の場合は、使い捨てであったり、除湿量について物理的な限界もあり、除湿機のほうが確実である。夏型結露では、除湿機で除湿を行うことがもっとも現実的な対策である。

#### 断熱・暖房
空気温度が高くなるほど空気中に含むことができる水蒸気量は多くなり結露が発生しにくくなる。
- 断熱（断熱補強）
表面温度を上げるために、断熱を行なうことはもっとも基本的な手法である。さらに、軽量鉄骨やRC造などの場合、結露の発生しやすい熱橋部（ヒートブリッジ）では、断熱補強を行なう必要がある。
外断熱・内断熱ともに壁体を構成する材料・厚さが同一の場合、熱貫流率（もしくは熱貫流抵抗）が等しいために、定常計算上の表面温度は同じとなるが、実際には熱容量の影響により若干の差異を生じるため、外断熱のほうが壁面での結露は生じにくい。
- 暖房（または冷房の設定温度を上げる）
冬季は、室内を暖房することで、建物内部の表面温度が上昇し、結露防止になる。しかし、石油ファンヒーターやガスファンヒーターのように暖房時に水蒸気を大量に発生する暖房方式は、結露の助長にしかならない。FF式など、排気が有効に機能していれば問題はない。また、防湿層が適切に施されていない場合は、室内の水蒸気量が増えるため、内部結露の危険性が増す。夏季は、同様に冷房の設定温度を上げることで、建物内部の表面温度が上昇し、結露しにくくなる。ただし、これにより相対湿度は低下するが、空気中の水蒸気量（絶対湿度）は、変わらない。

### 内部結露の場合
内部結露は、一過性のものであれば結露しても乾くため、発生量が少なければ問題とはならない。
問題となるのは室内側の気圧が常に高い場合はコンセントや照明器具や配管などの隙間から室内の湿った空気が入り夜など冷えたときに結露から断熱材が濡れたり凍結したり黒カビの発生が寒冷地では良くみられる。これを防ぐためには室内側の気圧を下げ空気を吸出し通気層から外の空気をいれる必要がある。そのままにしておくと、寒冷地の冬は壁内の結露や凍結で冷蔵庫のなかのような寒さになる恐れがあります。
結露を防ぐためには室内の気圧を低く維持することが必要になります。

#### 防湿層の施工
建物の計画段階で、室内側に防湿層を設けなければならない。壁の中の温度勾配で、露点に到達すると結露が起こるが、その元になる水蒸気が室内から壁内に侵入しないよう、ポリエチレン・フィルムなどの防湿膜を設けなければならない。水蒸気が流出しやすいコンセント、スイッチボックスなどにも防湿シール等を施す必要がある。

## 建築物における結露

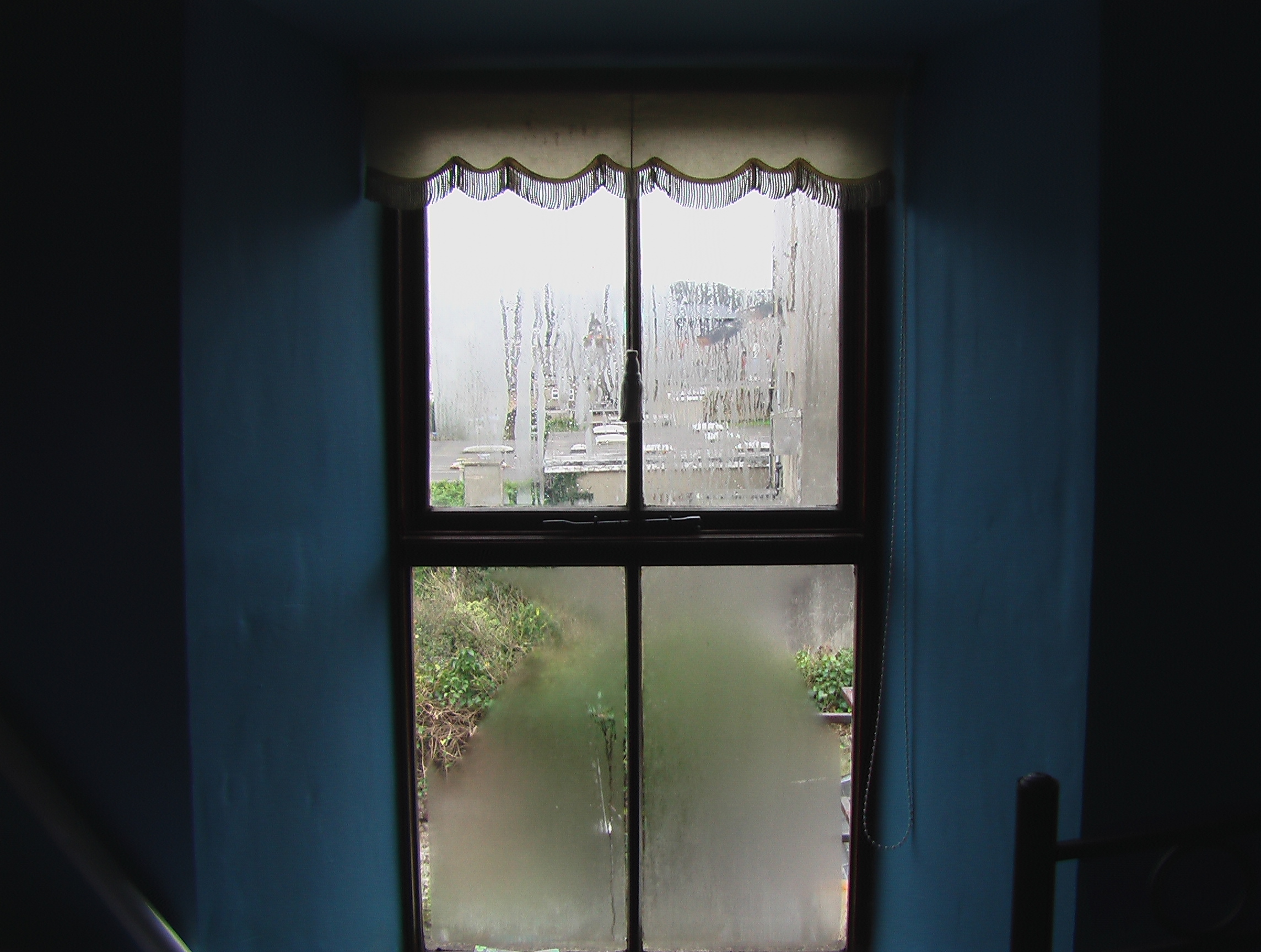
雨が降っているときの窓の結露

建築工事における結露は、湿気、カビの健康問題、木材の腐敗、腐食、モルタルや石積みの壁の弱体化、熱伝達の増加によるエネルギー損失を引き起こす可能性があるため、望ましくない現象である。その改善のためには、室内の湿度を下げるか、建物内の換気を改善する必要がある。例えば、窓を開けたり、換気扇をつけたり、除湿機を使ったり、外で衣類を乾燥させたり、調理中に鍋やフライパンを覆ったりすることが挙げられる。空調や換気システムを設置して、空気から湿気を取り除き、空気を建物全体に循環させることができる。温度を上げるだけで、空気中に蓄えられる水蒸気の量を増やすことができる。しかし、家庭内の結露の大部分は、暖かく湿った重い空気が冷たい表面と接触したときに発生するため、これは両刃の剣である可能性がある。空気が冷やされると、それ以上の水蒸気を保持することができなくなる。これにより、冷たい表面に水が堆積する。このことは、冬にセントラルヒーティングを単一ガラス窓と組み合わせて使用した場合に非常に顕著である。
構造間における結露は、熱橋、断熱材、防湿材、断熱ガラスがないことなどが原因で発生する場合がある。

## 農作物における結露
イネの栽培の場合、結露による水滴が残っているといもち病が発病しやすくなる。